# Limosa haemastica
La pittima dell'Hudson (Limosa haemastica Linnaeus, 1758) è un grosso uccello trampoliere della famiglia degli Scolopacidi.

## Descrizione
La pittima dell'Hudson misura 37–42 cm di lunghezza. Il becco, rosa, è di lunghezza pari o superiore a 8 cm. Pesa 195-358 g. Le zampe, piuttosto lunghe, sono nere. Il petto e i fianchi sono fittamente striati, e l'addome è ricoperto da bei motivi ondulati. Il groppone è bianco. La coda, nera, è marcata da strisce bianche. Le regioni superiori sono screziate di marrone. La livrea estiva del maschio presenta il petto e il ventre di colore marrone scuro. Le femmine sono di colore più scuro. In inverno il piumaggio della parte posteriore e del petto di ambo i sessi è grigio brillante. In volo, sono ben visibili delle strisce nere sotto le copritrici delle ali. Il richiamo risuona come una sorta di melodico tawit.

## Distribuzione e habitat
Il territorio di nidificazione della pittima dell'Hudson comprende l'Alaska meridionale (ad esempio la zona dello stretto di Cook), probabilmente anche l'Alaska occidentale (come la zona dello stretto di Kotzebue e della baia di Norton) e il bacino del Mackenzie, le regioni nord-occidentali della Columbia Britannica e le coste della baia di Hudson. In primavera migra verso le Grandi Pianure. I territori di svernamento si trovano nella Terra del Fuoco e nelle isole Falkland; ogni autunno, migliaia di esemplari si riuniscono nella baia di James, per poi volare senza mai fermarsi fino al Sudamerica. Predilige le spiagge e gli stagni della prateria. Trascorre l'estate nella tundra artica.

## Biologia
Durante il periodo invernale le pittime dell'Hudson vivono in piccoli stormi, composti solamente da raggruppamenti formati al massimo da 30 esemplari. Negli altri periodi dell'anno, tuttavia, questi uccelli sono solitari; nidificano sul terreno e i maschi combattono tra loro per i propri territori. Il nido è ben nascosto nelle zone paludose. La femmina depone generalmente quattro uova. Entrambi i genitori si prendono cura dei pulcini, che sono molto precoci e imparano a procacciarsi il cibo da soli poco tempo dopo la nascita. All'età di un mese volano via. Questi trampolieri vanno in cerca di cibo, costituito da insetti e crostacei, nelle acque poco profonde.

## Conservazione
Nel XIX secolo la pittima dell'Hudson era ancora un uccello molto comune, ma in seguito alla caccia incontrollata essa si ridusse così tanto di numero da scomparire, negli anni '20, da molte zone del suo areale. La popolazione attuale, tuttavia, si è stabilizzata intorno alle 50.000 coppie. Indipendentemente da ciò, il prosciugamento delle zone umide, il disturbo antropico e l'inquinamento costituiscono ancora dei fattori di minaccia per la specie, dal momento che circa l'80% dell'intera popolazione si riproduce solamente in poche aree.